# Bactrocera commina
Bactrocera commina
 es una especie de díptero que Drew describió por primera vez en 1989. Bactrocera commina pertenece al género Bactrocera de la familia Tephritidae. 